# Ebenezer Hagan
Ebenezer Benyarko Hagan (1 de outubro de 1975) é um ex-futebolista profissional ganês que atuava como meia

## Carreira
Ebenezer Hagan representou a Seleção Ganesa de Futebol nas Olimpíadas de 1996.